# Jairo Aguilar Deluque
Jairo Alfonso Aguilar Deluque (Riohacha) es un abogado y político colombiano, que actualmente se desempeña como Gobernador de La Guajira. Anteriormente, se fungió como Gobernador Encargado en dos ocasiones.

## Biografía
Jairo Alfonso Aguilar Deluque nació el 4 de noviembre de 1983, en Riohacha, La Guajira, es hijo de Jairo Alfonso Aguilar Ocando y de Martha Deluque; es el menor de 6 hermanos.  
Estudió Derecho en la Universidad Sergio Arboleda; allí mismo adelantó una  especialización en Derechos Humanos y Derecho Internacional Humanitario, además de una Maestría en Derechos Humanos y Derecho Internacional Humanitario. 
Entre 2010 y 2011, trabajó para el Instituto Nacional Penitenciario y Carcelario (INPEC) en la Oficina Jurídica de la Cárcel de Riohacha. En 2016, fue nombrado Secretario de Gobierno de Riohacha, cargo con el cual, en 2018, fue nombrado alcalde encargado de esa ciudad, luego de la destitución del alcalde Fabio Velásquez Rivadeneira por irregularidades en contratos de $5.700 millones de pesos.
Posteriormente, fue nombrado Secretario de Gobierno de La Guajira, durante la administración de Nemesio Raúl Roys. En este cargo, fungió como Alcalde encargado de Manaure y Alcalde encargado de Fonseca, al igual que como alcalde ad hoc de los municipios de Villanueva y Albania. 
Aguilar Deluque también sirvió, brevemente en dos ocasiones, como Jefe del Ejecutivo departamental: la primera, entre el 18 y el 24 de agosto, entre la primera destitución del Gobernador Roys y la designación de José Jaime Vega Vence como Gobernador encargado; la segunda, entre el 25 y el 26 de julio de 2022, cuando Roys fue destituido por segunda vez, y Vega Vence volvió a ser designado Gobernador Encargado.
El abogado y político se presentó como candidato a Gobernador de La Guajira en las elecciones regionales de 2023, avalado por una coalición compuesta por el Partido de la U, Cambio Radical, Alianza Social Independiente, Fuerza De La Paz y el Partido Demócrata, en donde resultó electo con 187.897 votos, equivalentes al 57,82%.

## Reconocimientos
Jairo Aguilar Deluque ocupó el puesto número ocho, a nivel nacional, en un ranking elaborado por la Agencia Toro Digital y la firma encuestadora Guarumo, donde se evalúa el alcance y la influencia en medios digitales de los gobernadores de Colombia durante sus primeros 100 días de gobierno.
Según este ranking, que también evalúa a nivel regional, Jairo Aguilar se posiciona como el tercer gobernador del Caribe con mayor impacto digital. 
Por otro lado, Aguilar Deluque recibió el reconocimiento Territorios Amigos de la Niñez’ por parte de UNICEF. La entidad reconoció el  compromiso del mandatario como garante de la protección a los niños, niñas, adolescentes y familias en La Guajira.
Además, fue Funcionario del Año en La Guajira, en el año 2021.